# 2002年臺灣
|        | 臺灣歷史 \| 台灣歷史年表 |
| 世纪： | 20世纪臺灣 \| 21世纪臺灣 \| 22世纪臺灣 |
| 年代： | 1970年代臺灣 \| 1980年代臺灣 \| 1990年代臺灣 \| 2000年代臺灣 \| 2010年代臺灣 \| 2020年代臺灣 \| 2030年代臺灣                                           |
| 年份： | 1997年臺灣 \| 1998年臺灣 \| 1999年臺灣 \| 2000年臺灣 \| 2001年臺灣 \| 2002年臺灣 \| 2003年臺灣 \| 2004年臺灣 \| 2005年臺灣 \| 2006年臺灣 \| 2007年臺灣 |
| 纪年： | 壬午年（马年）、中華民國91年 |

## 政府

### 國家正副元首

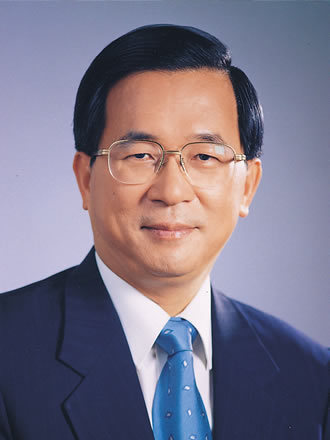
總統：陳水扁
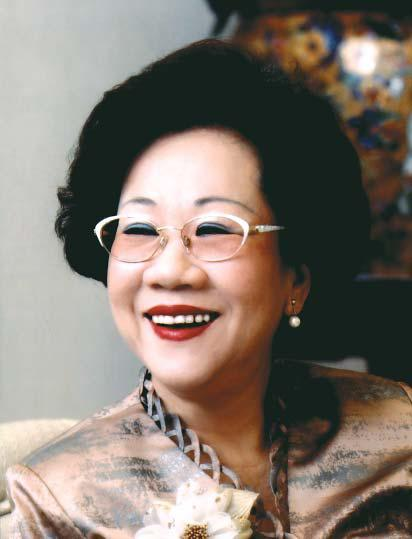
副總統：呂秀蓮

### 五院首長

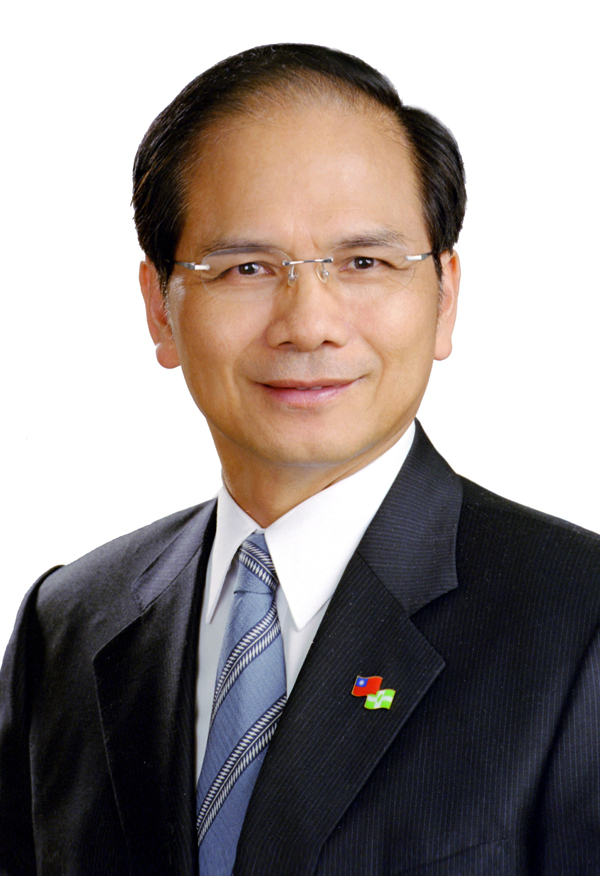
行政院院長：游錫堃
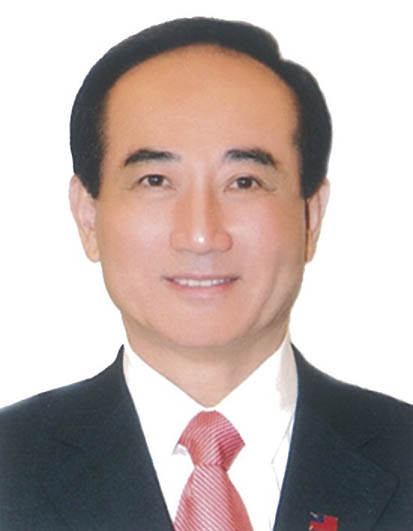
立法院院長：王金平
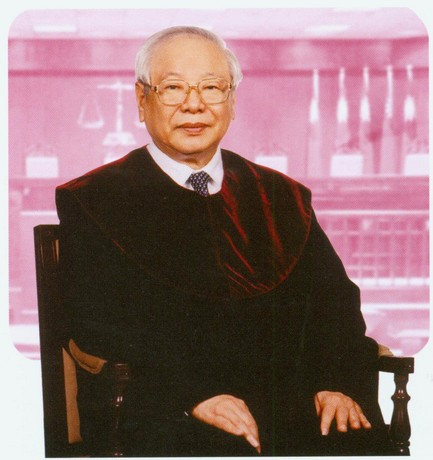
司法院院長：翁岳生
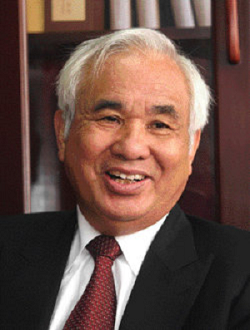
考試院院長：姚嘉文
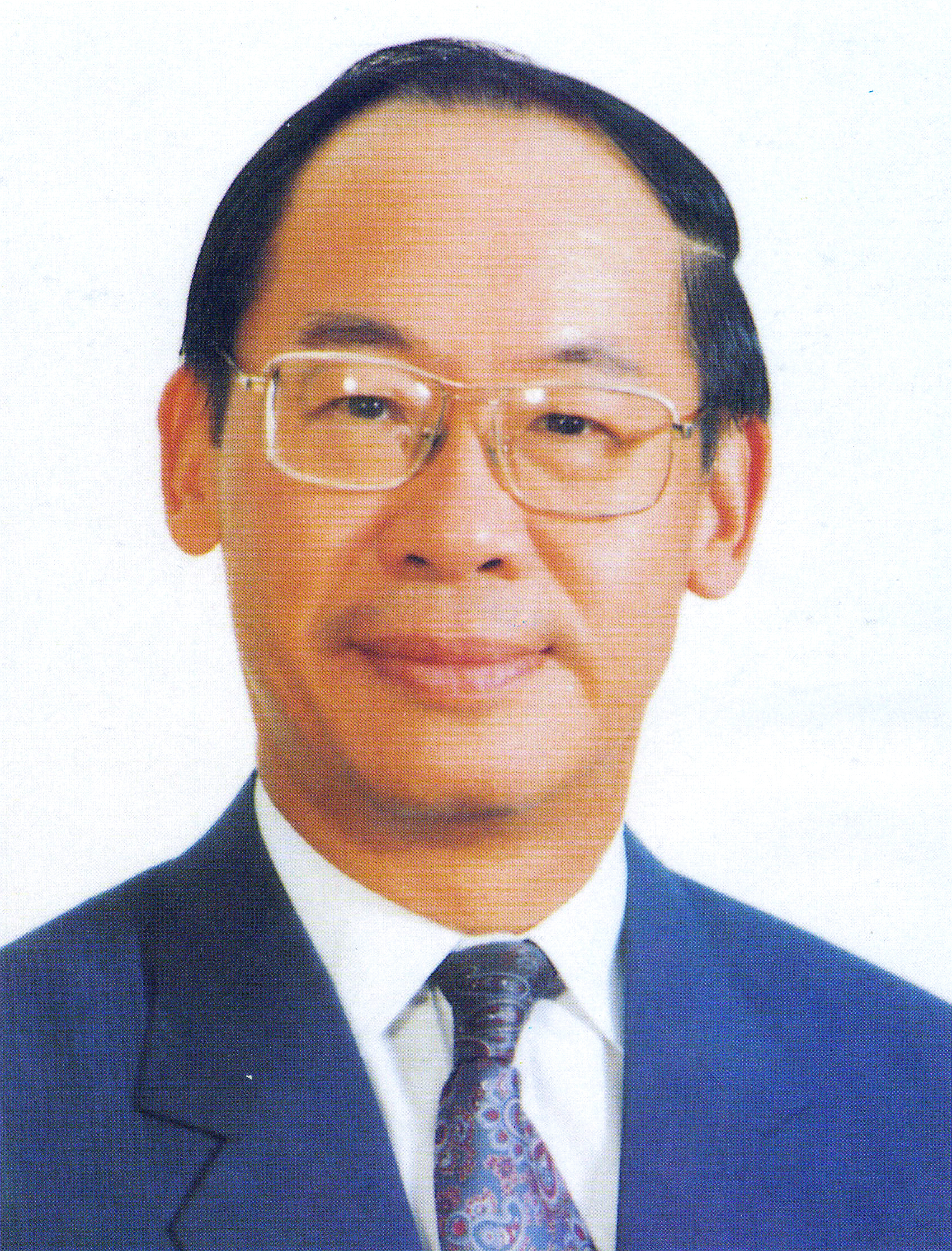
監察院院長：錢復

### 省政府主席

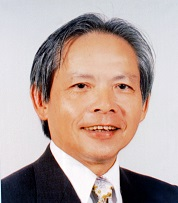
臺灣省政府主席：范光群
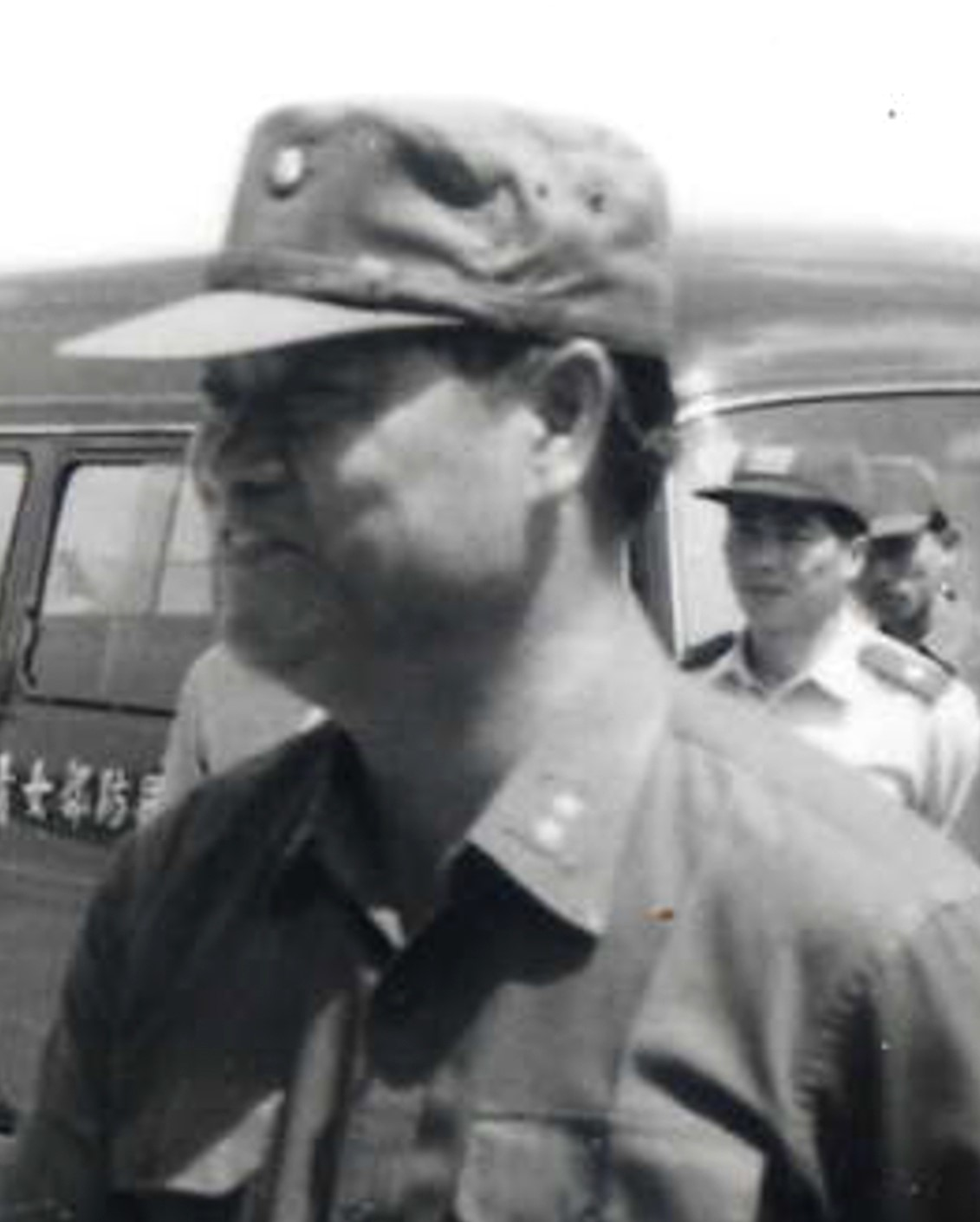
福建省政府主席：顏忠誠

### 成員變動

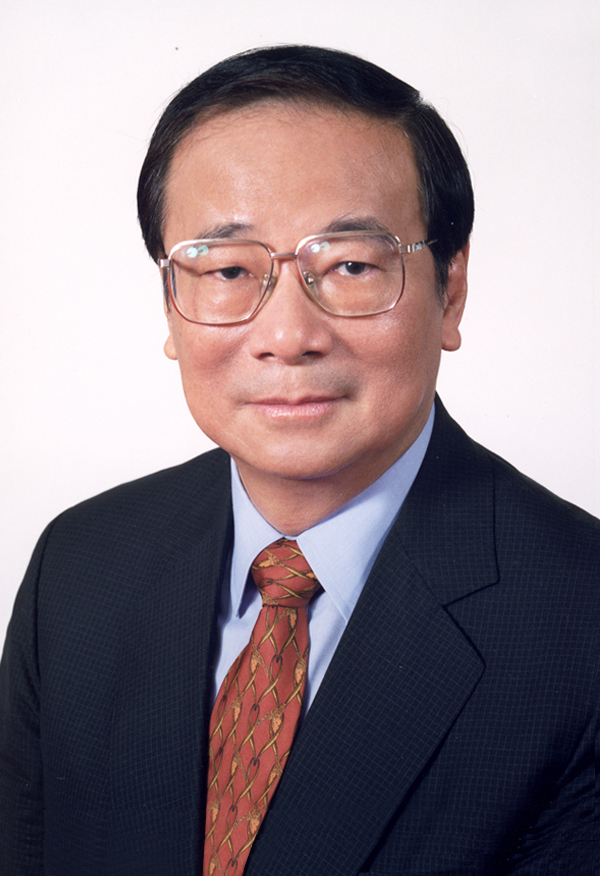
行政院院長：張俊雄（內閣總辭）
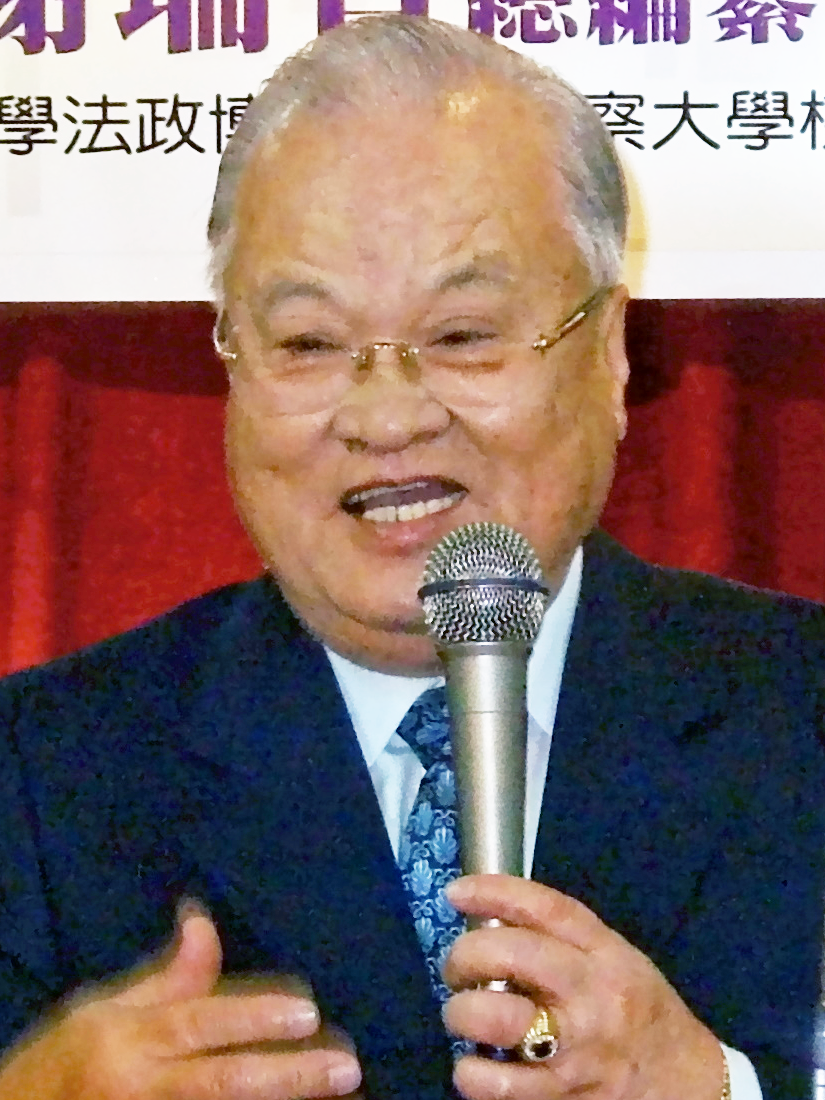
考試院院長：許水德（任期屆滿）
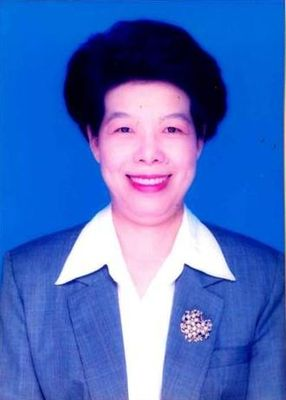
臺灣省政府主席：張博雅（任期屆滿）

## 大事记

### 1月
- 1月1日，台灣以「台澎金馬獨立關稅領域」名稱正式加入世界貿易組織。

### 2月
- 2月1日，內閣改組，游錫堃接任，成為史上第一位台灣出生、最年輕的行政院長。

### 3月
- 3月31日，花蓮外海發生芮氏規模6.8地震，導致台北101樓頂的塔式起重機墜落，砸中路上的人車，造成5人死亡、20多人受傷。

### 5月
- 5月25日，台灣中華航空611號班機，自中正機場飛往香港途中，於澎湖外海空中解體墜毀，機上225名乘客及機組員全部罹難。

### 8月
- 8月3日，中華民國總統陳水扁在世界台灣人大會視訊會議上，公開表示台灣海峽兩岸關係是「一邊一國」。

### 9月
- 9月9日，旅美棒球選手陳金鋒登上大聯盟，成為首位登上美國職棒大聯盟的台灣球員。
- 9月28日，中華民國全國教師會發動「928教師大遊行」，要求教師應比照受僱者享有行使勞動三權的合法性。

### 11月
- 11月24日，民進黨中央助選團24日晚上在高雄市舉辦「一一二四進步城市．光榮市民」聯合推薦晚會。

### 12月
- 12月9日，於台灣越冬的黑臉琵鷺群因肉毒桿菌C型毒素中毒，造成共73隻黑面琵鷺死亡（約全球數量10%）。
- 12月25日，在偕萬來等人的努力下，行政院正式宣布噶瑪蘭族為臺灣原住民第十一族[1]。
- 12月31日，自1986年10月10日創刊的史上第一份兒童刊物兒童的雜誌發行第195期停刊號，同時隸屬於同一單位管轄的中華兒童圖書出版社也跟著宣布解散，曾經為發行時間最久（總共歷時16年3個月）且途中沒有發生中斷或更名的兒童期刊。

## 出生
参见： 2002年出生
- 1月14日——林馨：歌手，是AKB48 Team TP成員之一。
- 1月19日——劉貴元：棒球選手。
- 1月23日——王冠閎：游泳運動員。
- 2月3日——劉予承：棒球選手。
- 2月4日——林吳晉瑋：棒球選手。
- 2月14日——游艾喆：籃球運動員。
- 2月20日——
  - 陳鼎中：演員。
  - 劉俊豪：棒球選手。
- 3月16日——李慶韋：政治人物。
- 3月22日——林子崴：棒球選手。
- 3月27日——邱于承：演員。
- 3月29日——林子豪：棒球選手。
- 4月8日——賴均輔：圍棋棋士。
- 4月14日——馬鋼：棒球選手。
- 4月22日——鄭玉歆：練習生，是青春有你第二季未出道的藝人。
- 5月4日——劉敬：演員。
- 5月9日——林信寬：籃球運動員。
- 5月14日——劉冠佑：歌手，是在中國大陸出道並發展的台灣藝人，現為IXFORM成員。
- 5月15日——馬傑森：棒球選手。
- 5月24日——8lak：歌手。
- 6月20日——陳思綺：游泳運動員。
- 6月29日——吳文瑄：演員。
- 7月9日——王奕翔：歌手，是在日本出道並發展的台灣藝人，現為&TEAM成員。
- 7月18日——許宸銘：棒球選手。
- 7月26日——廖倬甫：羽球選手。
- 7月30日——陳芷英：籃球運動員。
- 8月14日——宋晟睿：棒球選手。
- 8月21日——華芸妃：作家。
- 8月22日——廖妹仔：演員。
- 9月16日——陳力生：籃球運動員。
- 9月28日——吳玳慈：演員。
- 10月1日——崔浩恩：籃球運動員。
- 10月7日——亦辰兒：歌手、英文老師。
- 10月11日——丁華恬：競技體操運動員。
- 10月16日——
  - 尉庭愷：演員。
  - 陳將双：籃球運動員。
- 10月26日——陳亮達：游泳運動員。
- 11月5日——王彥和：田徑運動員。
- 11月10日——邱駿威：棒球選手。
- 11月11日——邱相榤：羽球選手。
- 11月12日——袁永誠：足球運動員。
- 12月9日——陳志杰：棒球選手。
- 12月12日——連世誠：Twitch網紅。
- 12月24日——楊子萱：圍棋棋士。
- 12月27日——郭虹廷：籃球運動員。

## 逝世
- 1月10日——鄒美儀，台灣歌手、主持人。
- 1月16日──柯旗化，台灣文學家，其所著《新英文法》一書是台灣最暢銷的英文文法書籍。
- 3月1日——曾文坡，台灣政治人物。
- 3月21日——王金茂，台灣公共衛生專家。
- 3月29日——郭英男，台灣民族樂曲演唱人。
- 4月9日——余紀忠，台灣企業家，是《中國時報》創辦人。
- 4月13日——劉其偉，台灣畫家。
- 5月2日──郎雄，台灣知名演員，72岁
- 5月4日──金門王，台灣知名歌手。
- 6月24日——郭齡瑞，台灣警界人物，是郭台銘的父親。
- 8月9日——曾素芬，台灣保齡球運動選手。
- 8月10日——曹健，台灣影視演員。
- 8月22日——陳萬富，台灣政治人物。
- 9月1日——楊清欽，台灣企業家。
- 9月23日——藍敏，台灣企業家，是可口可樂代理業者。
- 9月25日——劉裕猷，台灣政治人物。
- 10月26日——周榮富，台灣銀行家。
- 10月29日——梁潤生，台灣教授，是台北樹蛙發現者。
- 12月14日——鄭昆吉，台灣棒球隊教練。
- 12月21日——夏承楹，台灣翻譯寫作家。